# Scuola Italiana Cani Salvataggio
La Scuola Italiana Cani Salvataggio (SICS) è una organizzazione di volontariato fondata da Ferruccio Pilenga nel 1988. Il suo scopo è addestrare unità cinofile per il soccorso nautico. La SICS è articolata in sezioni regionali e conta circa 300 unità cinofile composte da volontari con il proprio cane, che, dopo il raggiungimento di un brevetto operativo non riconosciuto dal Ministero delle Infrastrutture e dei Trasporti , svolgono un servizio di volontariato sulle spiagge di tutta Italia.

## Storia
Nel libro Io sono Mas Pilenga ripercorre in forma libera (dove il cane racconta in prima persona) la storia della Scuola. Inizialmente si tratta di quattro amici che cominciano ad esercitarsi sul Lago Moro e poi sul Lago d'Iseo. La prima tecnica adottata era ispirata ad un episodio del libro Il richiamo della foresta: il cane veniva inviato da solo, legato ad una cima, fino a raggiungere il figurante. La persona si aggrappava all'imbrago del cane e veniva recuperato dal conduttore tirando la cima. Dopo alcune dimostrazioni di salvataggio comincia una collaborazione con la Protezione Civile e si sono sperimentate altre esercitazioni, tra cui le dimostrazioni in cui il cane e il conduttore venivano calati da un elicottero nelle acque di un lago o di un fiume. La tecnica iniziale venne abbandonata in favore della tecnica a delfino in cui il conduttore si fa trascinare dal cane fino a raggiungere il pericolante mentre in altre occasioni entrambi nuotano per raggiungere il figurante. Un passo ulteriore arriva quando anziché calarsi dall'elicottero saltano direttamente in acqua da una altezza di circa tre metri. Nel libro Pilenga sottolinea che l'utilizzo dell'elicottero è finalizzato a costituire uno scenario di tempesta abituando i cani a lavorare in condizioni meteo difficili.

## Equipaggiamento
Per le proprie attività la SICS con la collaborazione di ALP design ha ideato e realizzato due tipologie di imbragatura molto versatili che consentono al cane di muoversi liberamente sia a terra che in acqua. La prima tipologia di imbrago ha tre fettucce che passano sul torace e sull'addome del cane e due maniglie lungo la spina dorsale con un moschettone ed un anello di alluminio che permettono anche l'aggancio al verricello. La seconda tipologia è costituita da una copertura in materiale galleggiante che avvolge il corpo del cane intorno al collo, al torace e all'addome. Per i cani a pelo corto vengono realizzati anche delle piccole mute in neoprene che consentono loro di esercitarsi in acque fredde. I conduttori utilizzano una muta lunga o corta, calzari pinne e altri ausili a seconda delle condizioni operative.

## Preparazione e tecniche di intervento
La preparazione di una unita cinofila SICS si compone di una fase di lavoro a terra (simile a molte altre attività cinofile) e una fase di lavoro in acqua. Per i nuovi allievi in genere si richiede non meno di un anno di lavoro prima di accedere alle prove di superamento esame SICS. La tecnica di salvataggio messa a punto dalla SICS non prevede l'intervento del cane da solo ma sempre della unità cinofila composta dalla coppia cane e conduttore.

### Approccio addestrativo
Anche se alcune razze di cani sono hanno una certa predisposizione per il lavoro in acqua, possono diventare unità cinofile SICS cani di qualsiasi razza. Nell'addestramento delle unità cinofile gli istruttori SICS applicano le conoscenze che derivano dalla psicologia canina, valutando le doti e le caratteristiche del singolo soggetto e applicando il metodo più indicato per ciascun caso.
Alcuni esercizi comprendono:
- Condotta a terra: si compone degli esercizi di obbedienza comuni anche ad altre discipline cinofile, il cane deve sedersi o mettersi a terra a comando, restare sul posto o camminare a sinistra del conduttore con o senza guinzaglio.
- Ingresso in acqua da riva, dal pontile e dalla barca, insieme al conduttore o a comando, anche dopo uno stop.
- Presa di sostentamento: il conduttore in acqua prende in braccio il cane e lo sostiene con la testa fuori dall'acqua senza che questo debba muovere le zampe per stare a galla.
- Nuoto in circolo: il cane resta in movimento girando attorno al conduttore o alla barca .
- Nuoto a delfino il conduttore si lascia trainare dal cane afferrandolo da dietro con una presa che consente di correggere l'assetto del cane
- Nuoto affiancato il cane nuota a sinistra del conduttore alla stessa velocità senza ostacolarlo e senza allontanarsi.

### Le prove di superamento
Sulla base del documento pubblicato sul sito ufficiale della SICS le prove di superamento dell'esame scolastico comprendono:

#### Prova 1: Obbedienza a terra
Cane e conduttore dovranno effettuare sulla riva un percorso di corsa di 200/400 metri al fine di simulare con la massima attendibilità la capacità dell’Unità Cinofila di operare sulla spiaggia. Durante il percorso possono essere effettuati degli stop con l'esecuzione di comandi (es. seduto - terra - resta) e al termine si passa subito alla prova 2.

#### Prova 2: Salvataggio di un pericolante
Un figurante distante minimo 110 metri dalla riva simula l’annegamento. Cane e conduttore lo raggiungono tecnica a delfino senza l’uso delle pinne, con il cane che rimorchia il conduttore per risparmiare energie.
Raggiunto il pericolante il conduttore allontana il cane, prende il figurante e lo sostiene fuori dall'acqua per poi farsi riportare a riva dal cane.
Nel rientro a riva, su comando dei giudici, il conduttore lascerà il cane per 3 secondi. Al successivo richiamo il cane si girerà,tornerò dal conduttore per portarlo a riva. Nel frattempo il conduttore dovrà sostenere il figurante. Giunti a riva la prova termina quando il figurante è portato fuori dall’acqua e posto in posizione di sicurezza.

#### Prova 3: Salvataggio di due pericolanti
Due persone distanti dalla riva 110 metri ed almeno 40 metri tra loro simulano l’annegamento simultaneamente in modo realistico. L’Unità Cinofila partirà da riva ed il conduttore dovrà indossare le pinne nel massimo di 8 secondi e nuotando davanti al cane, senza mai perdere di vista gli anneganti, raggiungerà il primo figurante, Sorreggendolo attenderà l’arrivo del cane per poi fare attaccare il figurante all'imbrago; il conduttore sii dirige poi verso il secondo figurante. Questo figurante ha il compito di mettere in difficoltà il soccorritore comportandosi come una persona in preda al panico. Dopo aver immobilizzato il secondo figurante con una presa idonea, il conduttore si farà raggiungere dal
cane che provvederà al trasporto a riva di tutte e tre le persone.

#### Prova 4: Salvataggio di pericolante con utilizzo imbarcazione
Una persona distante almeno 200mt. dalla riva simula l’annegamento in modo realistico. Cane e conduttore si imbarcano rapidamente su di un gommone o pattino. Il conduttore prende il remo e pagaia sino a 100 metri dall’infortunato, simulando presenza di scogli e risacca. Si tuffa assieme al cane e raggiunge il pericolante (utilizzando la tecnica che più gli aggrada esenza mai perdere di vista il figurante). Preso il figurante il conduttore si farà trainare dal cane, sorreggendo l’infortunato, al gommone o se ritiene più opportuno a riva.

#### Prova 5: Rimorchio di battello a riva
Cane e conduttore sono su di un’imbarcazione a minimo 100 metri dalla riva. L’imbarcazione simula una avaria. Il cane tramite una cima (afferrata in bocca o legata all’imbracatura) dovrà entrare in acqua e riportare il battello a riva

#### Prova 6: Nuoto col cane
Cane e conduttore dovranno nuotare per almeno 20 minuti almeno agli ordini della commissione giudicatrice nell’ordine in cui la commissione stessa deciderà di far effettuare i seguenti stili: nuoto a delfino, nuoto a stile davanti al cane, nuoto fianco a fianco. Ad ogni cambio di stile si possono effettuare prese di sostentamento.

## Riconoscimenti e collaborazioni
Nel 2015 è stato firmato un accordo di collaborazione tra la SICS e il Comando Generale del Corpo delle Capitanerie di Porto - Guardia Costiera con l'obiettivo di «sperimentare una serie di collaborazioni tra le articolazioni periferiche delle due organizzazioni, come l’impiego delle unità cinofile brevettate a bordo delle unità della Guardia Costiera per le attività di salvataggio e l’avvio di un progetto per l’eventuale formazione di nuclei cinofili del Corpo» accordo che viene rinnovato regolarmente 
Dal 2016 in poi la SICS ha favorito la creazione della American Academy of Canine Water Rescue che adotta lo stesso metodo negli Stati Uniti. Gli istruttori della Academy si sono formati a Milano e istruttori SICS hanno lavorato negli Stati Uniti in alcune occasioni.
La SICS non può rilasciare brevetti di Unità Cinofile riconosciuti dal Ministero delle Infrastrutture e dei Trasporti. Gli unici tre enti in Italia che rilasciano tale brevetto sono  la FIN, la FISA, e la Scuola Salvamento Genova. 

## Sezioni Regionali
Al 2020 le sezioni regionali attive sono le seguenti:
- SICS Friuli Venezia Giulia guidata da Emanuele Esposito
- SICS Trentino Alto Adige
- SICS Milano sede nazionale
- SICS Veneto - guidata da Andrea Schiavon e Nicoletta Ferrulli
- SICS Emilia Romagna - guidata da Fabio Benetti
- SICS Liguria - guidata da Costantino Laurenzano
- SICS Toscana - guidata da Salvo Gennaro
- SICS Tirreno (Marche Abruzzo Puglia Lazio Campania Sicilia) - guidata da Roberto Gasbarri
- SICS Sardegna - guidata da Maurizio Basciu